# Юнацький чемпіонат Європи з футболу (U-16) 1982
Чемпіонат Європи з футболу серед юнаків віком до 16 років 1982 року — перший розіграш турніру, який пройшов у Італії з 5 по 7 травня 1982 року. Переможцем стала збірна господарів, яка у фіналі перемогла збірну ФРН із рахунком 1:0.

## Плей-оф

### Півфінали
| 5 травня 1982 |

| Італія | 1:1 пен. 4:2 | Фінляндія |
| ------ | ------------ | --------- |
|        |              |           |

| Фальконара-Мариттіма |

| 5 травня 1982 |

| ФРН | 2:1 | Югославія |
| --- | --- | --------- |
|     |     |           |

| Сенігаллія |

### Матч за 3-тє місце
| 7 травня 1982 |

| Югославія | 0:0 пен. 4:2 | Фінляндія |
| --------- | ------------ | --------- |
|           |              |           |

| Фальконара-Мариттіма |

### Фінал
| 7 травня 1982 |

| Італія | 1:0 | ФРН |
| ------ | --- | --- |
| Мачіна |     |     |

| Фальконара-Мариттіма Глядачів: 7 500 Арбітр: Ульріх Нюффенеггер |